# Ernest Crawford Carson
Pour les articles homonymes, voir Carson.
Ernest Crawford Carson (9 juin 1894-21 octobre 1952) est un homme politique canadien de la Colombie-Britannique. Il est député provincial conservateur de la circonscription britanno-colombienne de Lillooet de 1928 à 1933 et de 1941 jusqu'à son décès en 1952. Il est membre de la coalition de 1945 à 1952.
Carson sert comme ministre des Mines, du Commerce et de l'Industrie, ainsi que ministre des Travaux Publics.

## Biographie
Né sur le ranch familial dans la région de Cariboo en Colombie-Britannique, Carson étudie sur place et à Vancouver. Après l'école, il travaille dans l'équipe d'entretien des chemins de fer. Il sert durant la Première Guerre mondiale et retourne sur le ranch familial après le conflit.
Carson meurt en fonction d'une défaillance cardiaque à Oak Bay en octobre 1952 à l'âge de 58 ans.
Son frère, Robert Henry, sert également comme député provincial libéral et de la coalition et représente la circonscription de Kamloops.